# イチャン・カラ
イチャン・カラ（ウズベク語: Ichan Qa'la/Ичан қалъа）とは、中央アジア、西アジアの都市に見られる市街地の形態である。城壁に囲われた市街地で、日本語に直訳すると「内城」となる。城壁の外に発展した郊外の区域は「デシャン・カラ（ディシャン・カラ、外城）」と呼ばれる。
1990年にユネスコの世界遺産に登録されたウズベキスタン共和国のヒヴァの旧市街地が特に有名であり、この項目では、ヒヴァのイチャン・カラについて記述する。

## 概要
中央アジアと西アジアの各都市に存在する内城のうち、無傷の状態で保たれているのはヒヴァのイチャン・カラのみであり、封建的・イスラーム的都市国家を知る上で一級の資料となっている。
イチャン・カラは東西約450m、南北約650mに広がり、やや東に傾いた長方形をしている。城壁の高さは7-8m、基部の厚さは5-6m、全長2.2km、面積は26ヘクタールに及び、周囲を外壁のデシャン・カラに守られている。かつてヒヴァには城壁に死者を埋葬する旧習があり、埋葬された人骨の一部は城壁の表面に露出している。
イチャン・カラの建築物は大きくアルク（城郭）、マドラサ（神学校）、モスク（寺院）、マスジッド（霊廟）に大別される。20のモスク（寺院）と20のマドラサ（神学校）と6基のミナレットなど、50以上の歴史的建造物と250以上の古い住居が残る。
ヒヴァの町の始まりとなったという伝承が残されているヘイワクの泉は、パフラヴァン・マフムード廟の中庭に存在する。
1740年にイランのナーディル・シャーの攻撃によってイチャン・カラの建造物の多くが破壊されたが、これらの建築物はおよそ18世紀から19世紀にかけて再建された。
1969年にイチャン・カラ全体が、博物館都市に指定される。1983年に大規模な旧市街地の改修工事が実施され、歴史記念物地区の建物は保存・改修され、老朽化が進んだ一部の建物が取り壊された。周辺の居住区では古い家屋の撤去と建て替えが行われ、街区の様相は大きく変化した。現在は約3,000名の人口を有し、日本人も1名居住している。

## 建築物
旧市街地の中心部と、東西南北を走る幹線道路沿いに王宮、マドラサ、ミナレット、聖者廟などの主要な建築物が並んでいる。夏季の熱気を避けるため、建物は全て北北東に向けて建てられている。
イチャン・カラの景観を最も特徴付けているのは、透かし彫り彫刻が施された煉瓦の壁と四面に設けられた4つの門である。門にはそれぞれ東のパルワーン・ダルワザ門、北のバグチャ・ダルワザ門、南のタシュ・ダルワザ門、西のアタ・ダルワザ門の名前が付き、そのうち西のアタ・ダルワザ門は1920年に撤去されている。かつてのヒヴァ・ハン国の時代にパルワーン・ダルワザ門の外側では奴隷市場が開かれており、多くの奴隷たちがヒヴァで実施された建築事業に使役された。それらの土台は、10世紀に作られたと言い伝えられているが、現存の10メートルの高さを誇る門は、17世紀に修繕されたものである。
市街地内に存在するミナレットの中で最大のものは、イスラーム・ホジャ・ミナレットである。最も古いミナレットは18世紀末に建立されたジュマ・モスクのミナレットであり、次いで1842年建立のパルワーン・ダルワザ門外側の道路沿いに位置するセイド・バイが古い。この2つのミナレットを結ぶ直線上に建立されたものが、1853年に工事が中断されたカリタ・ミノル、1905年完成のドルワン・カリである。

### 主な建造物

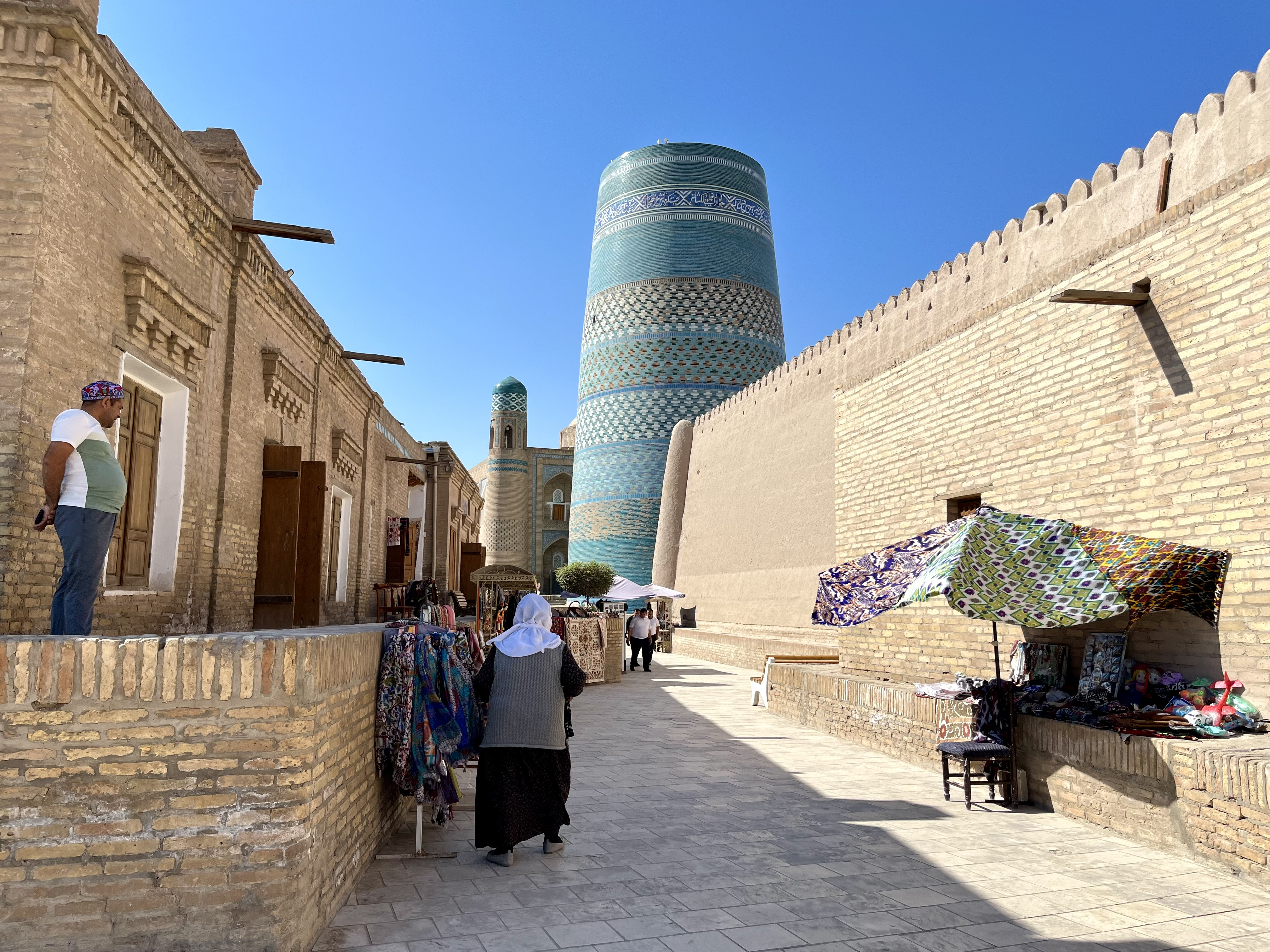
カルタ・ミノル

- タシュ・ハウリ宮殿 - ヒヴァ・ハン国の君主の邸宅。163の部屋と3つの大きな中庭、5つの小さな中庭があり、主な建物に「接見の間」「くつろぎの間」「ハレム」がある[8]。独特の建築構造、壁面に施されたマジョリカ装飾、木柱の彫刻の美しさを高く評価されている[8]。かつて炊事場として使用されていた大部屋は、小博物館として使用されている[8]。
- パフラヴァン・マフムード廟 - イチャン・カラ中心部、ジュマ・モスクの真裏に位置する[8]。1664年に建立、1810年にレンガ造りに改築された[9]。ヒヴァの守護聖人であるパフラヴァン・マフムードと、ヒヴァ・ハン国の君主の墓が置かれている。中庭にはヘイワクの泉が湧き出ている。廟にはターコイズブルーの彩釉タイルがはめられた円蓋がかけられており、扉は彫刻が施された象牙で飾られている。中庭に建つ、1913年に完成したイスファンディヤル・ジュルジ・バハドゥールの母親の廟の建築様式はロシアからの影響を受けている[9]。
- セイド・アラウッディーン廟 - 1303年没のセイド・アラウッディーンのためのヒヴァ最古の建造物[5]。日干しレンガの外観は非常に質素である[4]。地下には礼拝堂と廟が置かれ、内部に安置されている石棺はマジョリカ焼のモザイクタイルで装飾されている。14世紀ホラズムにおける、マジョリカ焼装飾の最高傑作と評価されている[5]
- ジュマ・モスク - 10世紀に創建され、1788年から1789年にかけて再建された。中庭は213本の円柱で囲まれており、往時には熱気と寒気を防ぐために木製の天井がかけられていたという[4]。杯状の柱頭と球状の柱基が円柱の特徴となっており[5]、花、パルメット、星、文字をモチーフとした彫刻が施されている[4]。
- クトルグ・ムラド・イナック・マドラサ - ヒヴァのマドラサの最高権威[4]。
- アラクリ・ハーン・マドラサ - 一時期はキャラバンサライとして使用されていた[4]。
- ムハンマド・アミーン・マドラサ - ヒヴァ最大のマドラサ。最盛期には99人の寄宿学生が在籍していた[4]。

- イスラーム・ホジャ・ミナレット - イスラーム・ホジャ・マドラサに付随する、高さ約45mのミナレット[3]。町のシンボルとなっている[4]。
- カルタ・ミノル（クク・ミナル） - 高さ28m[4]。当初高さ109mを予定して建設が進められていたが、ムハンマド・アミーン・ハンの死によって工事は中断された[4]。

## 世界遺産登録基準
この世界遺産は世界遺産登録基準のうち、以下の条件を満たし、登録された（以下の基準は世界遺産センター公表の登録基準からの翻訳、引用である）。
- (3) 現存するまたは消滅した文化的伝統または文明の、唯一のまたは少なくとも稀な証拠。
- (4) 人類の歴史上重要な時代を例証する建築様式、建築物群、技術の集積または景観の優れた例。
- (5) ある文化（または複数の文化）を代表する伝統的集落、あるいは陸上ないし海上利用の際立った例。もしくは特に不可逆的な変化の中で存続が危ぶまれている人と環境の関わりあいの際立った例。

## 画像

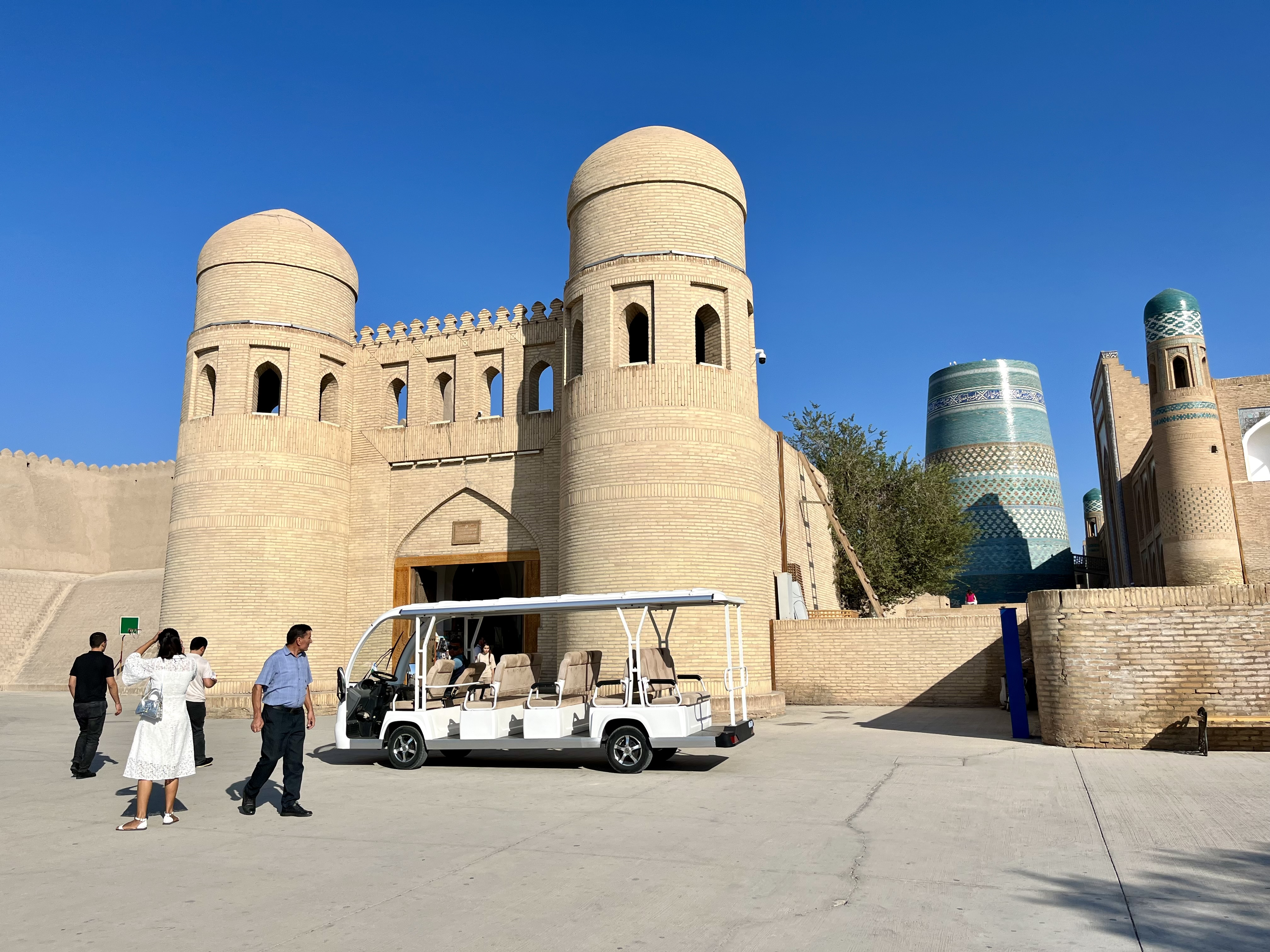
西門
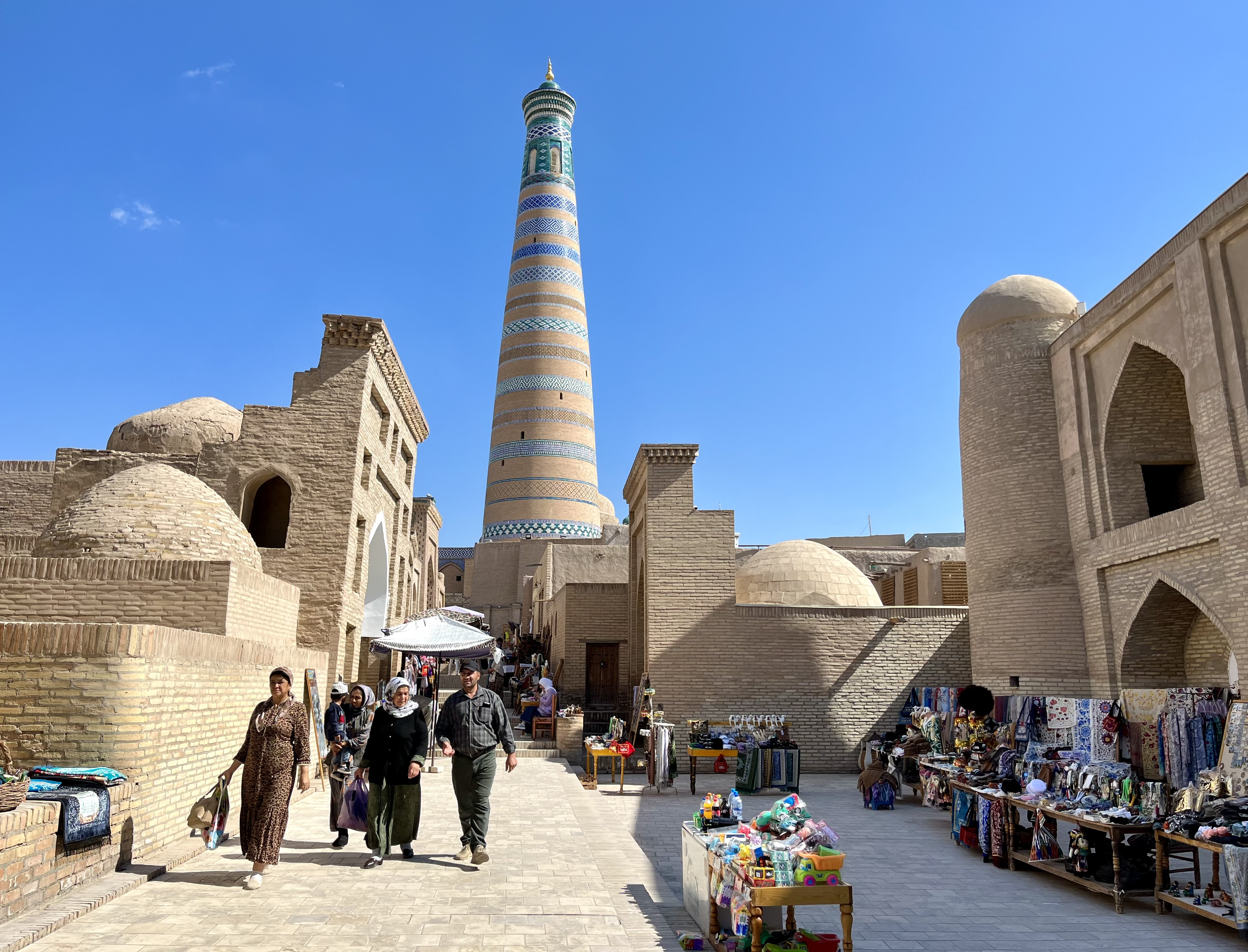
旧市街の通路とイスラム・ホジャのミナレット
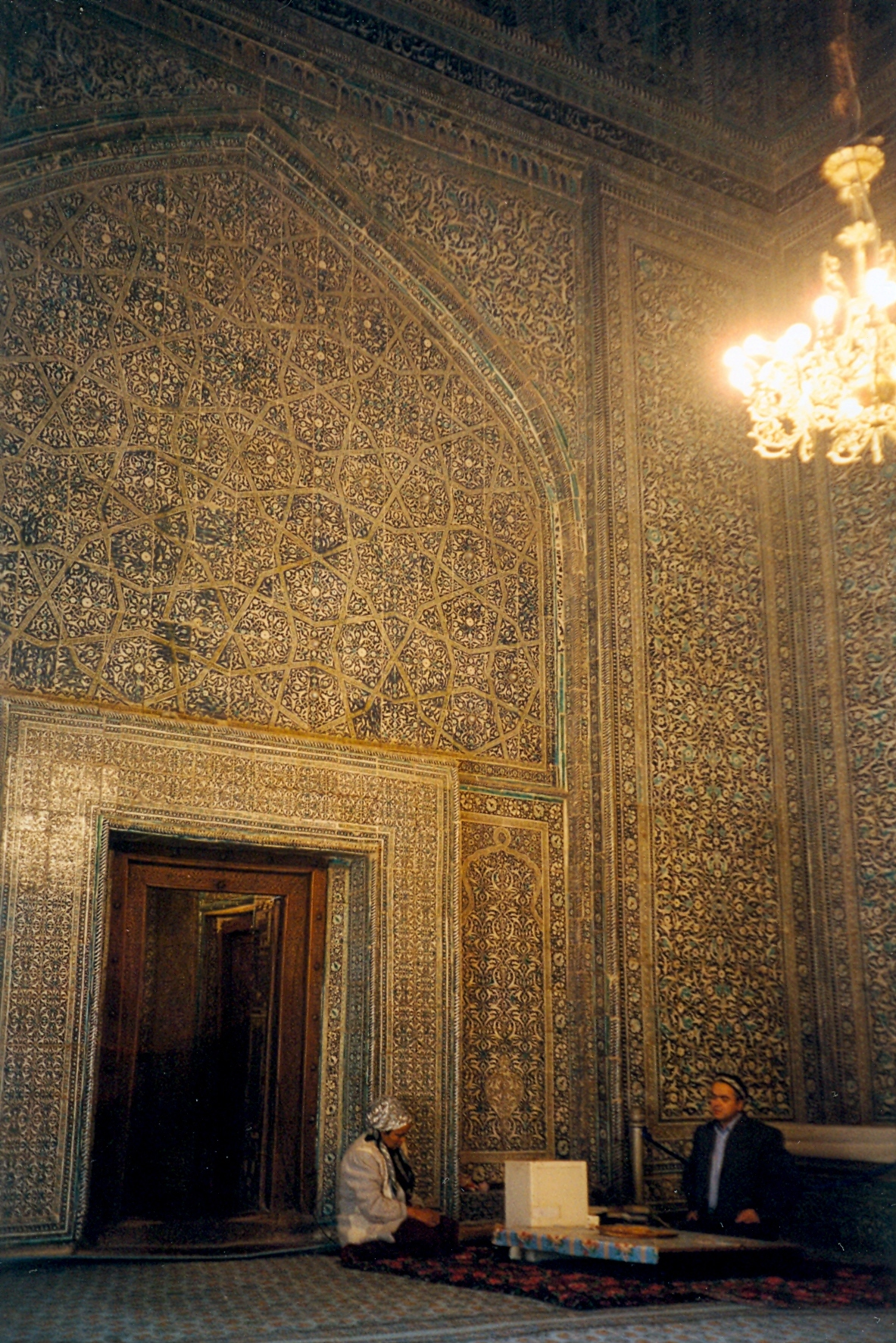
サイイド・アッラウッディーンのMausoleum内部